# Parques
Pour le jeu de société, voir Parqués.

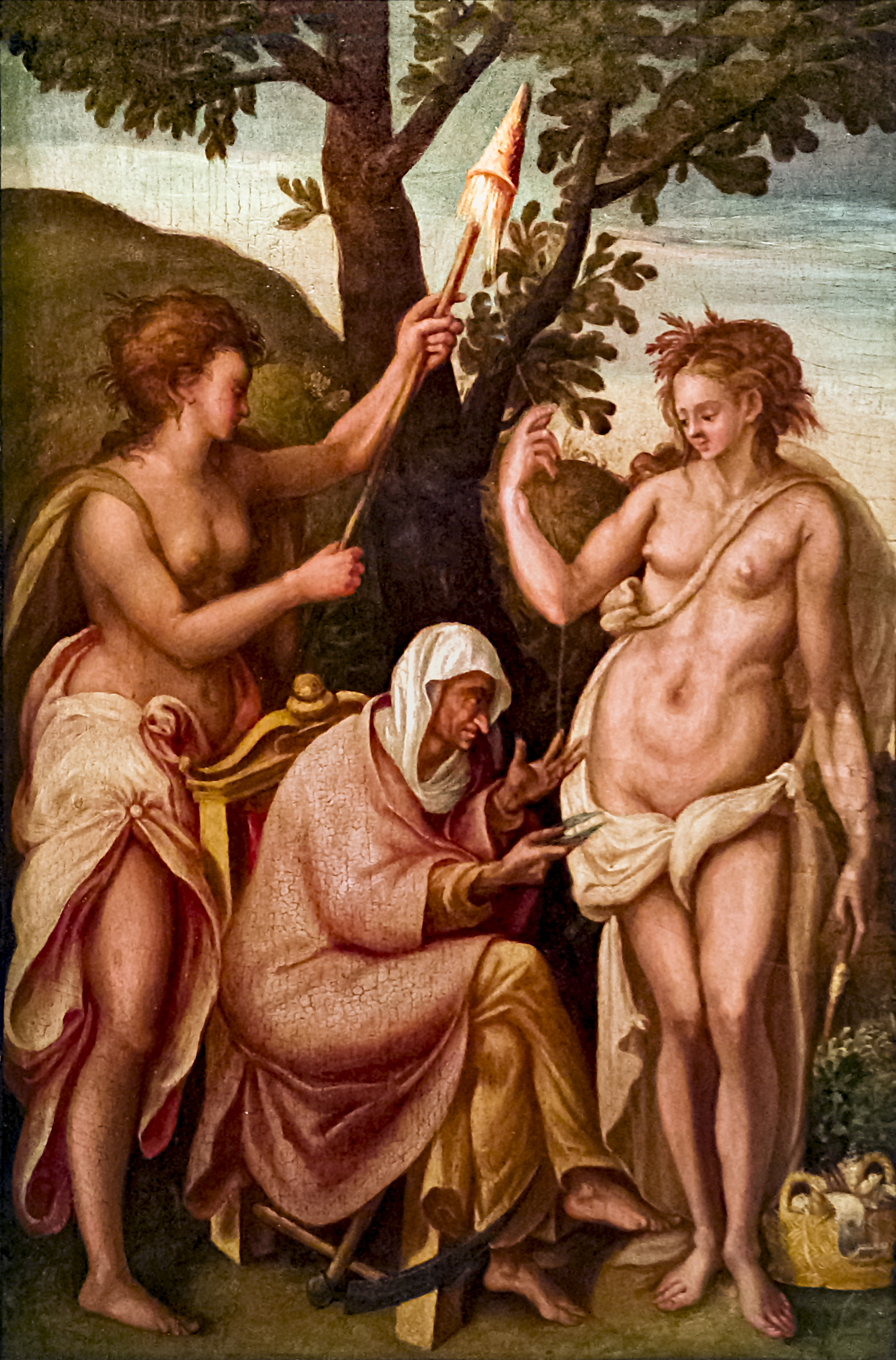
Les Parques - Francesco d'Ubertino (XV).

Les Parques (du latin : Parcae, provenant du mot parco, « épargner ») sont, dans la religion romaine ou la mythologie romaine, les divinités maîtresses de la destinée humaine, de la naissance à la mort. Elles sont généralement représentées comme des fileuses mesurant la vie des personnes et tranchant le destin. Selon l'écrivain Jacques Lacarrière, « elles sont le symbole de l'évolution de l'univers, du changement nécessaire qui commande au rythme de la vie et qui impose l'existence et la fatalité de la mort ».

## Origine
Initialement, les Romains ne connaissaient qu'une Parque, Parca Maurtia, qui symbolisait la destinée, ainsi qu'une déesse appelée Neuna Fata, qui était associée à la naissance et qui « se transformera » au fil du temps en la Parque Nona. C'est sous l'influence des Moires grecques, qui président respectivement à la naissance, au déroulement de la vie puis à la mort, que les Romains adopteront l'idée de trois Parques (Parcae).
Les trois Parques romaines sont équivalentes aux trois Moires grecques (Clotho, Lachésis et Atropos), aux trois nornes scandinaves (Urd, Verdandi et Skuld qui sont au pied de l'arbre de vie, Yggdrasil), aux trois Déesses-Mères pré-islamiques (Al-Lat, Al-Uzza et Manat), aux trois Brigit de la mythologie irlandaise (trois sœurs : Brigitte la guérisseuse, Brigit la forgeronne et Brigit la poétesse), aux Trémaïé des Baux-de-Provence ainsi qu'aux trois Maries (Marie-Madeleine, Marie Salomé et Marie Jacobé) au pied de l'arbre-croix dans les évangiles synoptiques.

## Mythologie
Les Parques sont trois sœurs, Nona, Decima et Morta. Leurs origines sont très floues, selon les versions, elles sont les filles, soit de Jupiter (Zeus) et de Junon (Héra), soit de Jupiter (Zeus) et de Thémis, soit de Nox (Nyx, la nuit), soit, selon quelques poètes, de Nécessité (Ananké) et du Destin. L'obscurité de leur naissance indique qu'elles ont exercé leurs fatales fonctions dès l'origine des êtres et des choses ; elles sont aussi vieilles que la Nuit, la Terre et le Ciel. Elles se nomment Nona, Decima et Morta (la transposition latine des Moires grecques Clotho, Lachésis et Atropos), et habitent un séjour voisin de celui des Horae (Heures), leurs possibles sœurs, dans les régions olympiques, d'où elles veillent non seulement sur le sort des mortels, mais encore sur le mouvement des sphères célestes et l'harmonie du monde. Elles ont un palais où les destinées des hommes sont gravées sur du fer et sur de l'airain, de sorte que rien ne peut les effacer. Immuables dans leurs desseins, elles tiennent ce fil mystérieux, symbole du cours de la vie, et rien ne peut les fléchir ni les empêcher d'en couper la trame. Elles calmèrent toutefois la douleur de Cérès (Déméter), affligée par la perte de sa fille, et aidèrent Jupiter (Zeus) dans son combat contre les géants.

## Rôles et représentations
Les anciens représentaient les Parques sous la forme de trois femmes aux visages sévères, avec des couronnes faites de narcisses. D'autres leur donnaient des couronnes d'or ; quelquefois une simple bandelette leur entoure la tête ; rarement elles paraissent voilées. Pausanias et d'autres auteurs anciens les couronnaient de branches de chêne vert, espèce végétale au feuillage sempervirent symbolisant très souvent la pérennité, l'immuabilité entre la vie et la mort.   
Les Romains rendaient de grands honneurs aux Parques (et les Grecs aux Moires), et les invoquaient ordinairement après Apollon, parce que, comme ce dieu, elles pénétraient l'avenir. On leur immolait des brebis noires, comme aux Furies (Érinyes).   
Ces divines et infatigables filandières n'avaient pas seulement pour fonction de dérouler et de trancher le fil des destins, elles présidaient aussi à la naissance des humains. Elles étaient même chargées de conduire à la lumière et de faire sortir du Tartare les héros qui avaient osé y pénétrer. C'est ainsi qu'elles servirent de guides à Bacchus (Dionysos), Hercule (Héraclès), Thésée, Ulysse, Orphée, et d'autres. C'est à elles encore que Pluton (Hadès) confia son épouse, lorsque, suivant l'ordre de Jupiter (Zeus), elle retourna dans le ciel pour y passer six mois auprès de sa mère. Enfin, elles devaient faire « respecter » le destin. Par exemple, ce sont les Parques qui empêchaient une divinité de porter secours à un héros lorsque l'« heure » de celui-ci était arrivée. Elles incarnent une loi que même les dieux ne peuvent transgresser sans mettre l'ordre du monde en péril.

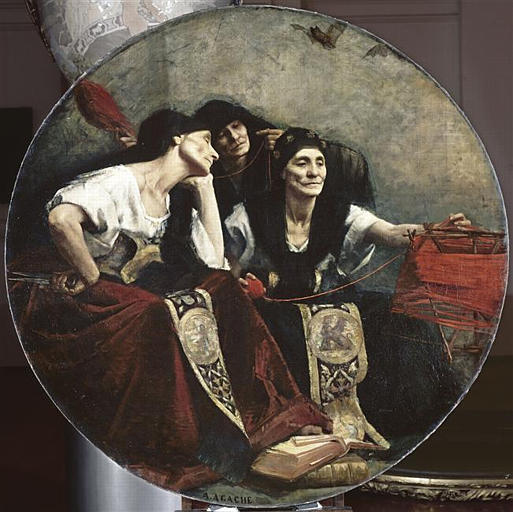
Les Parques, par Alfred Agache.

## Noms et rôles
- Nona – ou Clotho pour les Grecs –, signifiant « filer » en grec, paraît être la moins vieille des Parques. C'est elle qui fabrique et tient le fil des destinées humaines. On la représente souvent vêtue d'une longue robe de diverses couleurs, portant une couronne formée de sept étoiles, et tenant une quenouille qui descend du ciel vers la terre. La couleur qui domine dans ses draperies est le bleu. Elle est nommée sous la forme francisée Cloton à l'époque classique[5].

- Decima – ou Lachésis pour les Grecs –, nom qui en grec signifie « sort » ou « action de tirer au sort », est la Parque qui déroule le fil et qui le met sur le fuseau. Ses vêtements sont quelquefois parsemés d'étoiles, et on la reconnaît au grand nombre de fuseaux épars autour d'elle. Ses draperies sont de couleur rose.

- Morta – ou Atropos pour les Grecs –, c'est-à-dire « inévitable » en grec, coupe impitoyablement le fil qui mesure la durée de la vie de chaque mortel. Elle est représentée comme la plus âgée des trois sœurs ; près d'elle, on voit plusieurs pelotons de fil plus ou moins garnis, suivant la longueur ou la brièveté de la vie mortelle qu'ils mesurent. L'image de la Parque coupant le fil de la vie apparaît tardivement dans la poésie latine[6]. Elle est notamment absente chez Catulle[7], mais apparaît chez Martial et devient très populaire à la Renaissance.

## Démographie
Alfred Sauvy parle des « trois parques » pour désigner les trois causes principales de la surmortalité : les famines, les épidémies et les guerres. Ces trois causes eurent tendance à disparaître dans les pays développés dès les trente glorieuses assurant ainsi une croissance démographique accélérée à ces pays.

## Sources
- Pierre Commelin, Mythologie grecque et romaine [détail des éditions] [lire en ligne].
- (de) Thomas Blisniewski, Kinder der dunkelen Nacht. Die Ikonographie der Parzen vom späten Mittelalter bis zum späten XVIII. Jahrhundert. Diss. Köln 1992, Köln 1992 (mit ausführlicher Bibliographie zu Moiren und Parzen sowie deren Nachleben in der Kunst).